# Nicolás Guillén

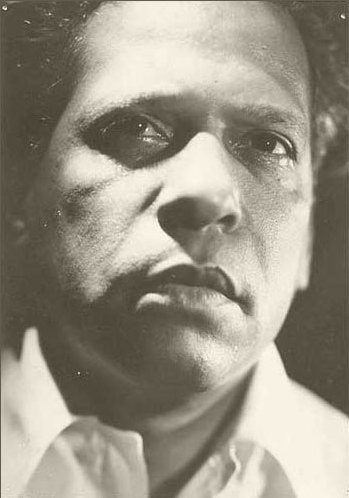
Nicolás Guillén (1942)

Nicolás Cristóbal Guillén Batista (* 10. Juli 1902 in Camagüey in Kuba; † 16. Juli 1989 in Havanna in Kuba) war ein kubanischer Dichter und Schriftsteller, dessen Werke die lange vernachlässigte nichtsprachliche afrokubanische Tradition Kubas in die Literatur brachten.

## Leben und Wirken
Guillén sah die kubanische Kultur als Mulattokultur und wollte dies in seinem Werk durch die Verschmelzung spanischer Metrik mit afrikanischen Elementen zum Ausdruck bringen. Diese Mischung von Elementen schwarzer und weißer Kulturtraditionen Kubas ist Teil der Mulataje. Durch die Verwendung onomatopoetischer Wörter (Sóngoro Cosongo, Mayombe-bombe) versucht er den Klang und den Rhythmus des Son nachzubilden. Die Symphonie Sensemayá des Komponisten Silvestre Revueltas und eine gleichnamige Komposition von Werner Heider basieren auf Gedichten von Guillén.
Nicolás Guillén war Mulatte und wurde 1902 als Sohn des Journalisten Nicolás Guillén und seiner Frau Argelia Batista Arrieta geboren. Sein Vater wurde 1917 bei einem politischen Aufstand von Soldaten erschossen.
Nicolás Guillén begann ein Jura-Studium, wechselte aber bald zum Journalismus. 1920 veröffentlichte Guillén seine ersten Gedichte in lokalen Zeitungen in Camagüey und Manzanillo. 1922 begann er ein Jurastudium an der Universität von Havanna, brach das Studium aber kurze Zeit später ab. Nach einem längeren Aufenthalt in seiner Heimatstadt ging Guillén wieder nach Havanna, wo er Federico García Lorca kennenlernte, der auf Einladung von Fernando Ortiz zu einer Lesereise nach Kuba gekommen war. 1937 schloss sich Nicolás Guillén der Kommunistischen Partei Kubas an. Im selben Jahr reiste er zum Zweiten Internationalen Schriftstellerkongress zur Verteidigung der Kultur der Allianz antifaschistischer Intellektueller in das vom Bürgerkrieg geschüttelte Spanien.
Guillén kandidierte 1940 für die damals unter dem Namen Unión Revolucionaria Comunista (Kommunistische Revolutionäre Union) firmierende KP bei den Bürgermeisterwahlen in Camagüey. 1953 musste er Kuba verlassen und ging nach Paris. Erst nach dem Sieg der kubanischen Revolution von 1959 kehrte er wieder nach Kuba zurück. 1961 wurde Guillén zum ersten Vorsitzenden der UNEAC, des staatlichen kubanischen Schriftsteller- und Künstlerverbandes, gewählt. 
Sein Urenkel Manuel de Jesús, der im Zuge der Massenproteste in Kuba im Juli 2021 festgenommen wurde, starb im November 2024 im Gefängnis. Offizielle Todesursache war Selbstmord, Familienangehörige berichten von brutalen Schlägen von Gefängniswärtern, die zu seinem Tod geführt haben. Er wurde 29 Jahre alt.

## Werke
- Motivos de son (1930)
- Sóngoro cosongo; poemas mulatos (1931)
- West Indies, Ltd. (1934)
- Cantos para soldados y sones para turistas (1937)
- España. Poema en cuatro angustias y una esperanza (1937)
- El son entero (1947)
- Elegía a Jesús Menéndez (1951)
- Las coplas de Juan Descalzo (1951)
- ¿Puedes? (1960)
- Prosa de prisa (1961)
- Poemas de amor, Tengo (1964)
- Antología mayor (1964)
- El gran zoo (1967)
- Cuatro canciones para el Che (1969)
- La rueda dentada (1972)
- Diario que a diario (1972)
- Nueva antología mayor (1979)